# Masía Fortificada Torre Leandra
La masía fortificada Torre Leandra, también conocida como Torre dels Tenens del Ontrader, Masía Collado, Torre Centelles, es un edificio agrícola y residencial fortificado, situado al sudoeste de Villafranca del Cid, en la comarca del Alto Maestrazgo, al que se llega partiendo de Villafranca del Cid por el camino de la Barranca. Se sitúa en un altozano a los pies de la Sierra Brusca, desde donde se contempla desde el pico de Peñagolosa, situado al oeste, hasta otras masías fortificadas de la zona, tales como la Torre Don Blasco, situada al norte, o la Torre Fonso.
Su acceso se realiza por una pista asfaltada que parte por el oeste de la avenida del Llosar en Villafranca, continua por la calle El Pilar y se llega a la masía.
Está declarada de forma genérica Bien de Interés Cultural, presentando anotación ministerial R-I-51-0012145 (bajo la protección de la Declaración genérica del Decreto de 22 de abril de 1949, y la Ley 16/1985 sobre el Patrimonio Histórico Español), del 21 de julio de 2008.

## Historia
Dispersas por el término municipal de Villafranca del Cid existen una gran cantidad de masías fortificadas. Se considera que una de las razones de su existencia y número se debe a que la zona de Villafranca del Cid no contaba con un castillo que permitiera a los agricultores diseminados por la zona, refugiarse en caso de peligro. Si tenemos en cuenta que esta zona ha estado involucrada en todos los conflictos bélicos, desde la reconquista a la guerra del 36, (Guerra de Sucesión, Guerra de Independencia, Guerras Carlistas, disputas con la vecina Morella…), puede entenderse la necesidad de crear espacios fortificados cerca de los núcleos agrícolas en donde se concentraba cierto número de población que vivía de las explotaciones agrarias del altiplano en el que se situaban.
La masía todavía en la actualidad está destinada a la actividad agrícola y ganadera, continuando la gestión de la misma, la decimoséptima generación de masoveros dentro de la misma familia, por lo que está rodeada de corrales para la explotación del ganado.

## Descripción
Arquitectónicamente, la torre sigue la tipología común en la zona: presenta planta rectangular, con muros de fábrica de mampostería, reforzados en las esquinas de sillarejo; techo a un agua acabado en teja árabe, está rodeado, salvo en el lado donde vierte las aguas, por los muros de mampostería que se prolongan haciendo los remates almenados existentes en sus cuatro extremos, así como en el centro del muro de la arista de la cubierta. Como decoración de los merlones o almenas, tiene un sillar piramidal. No presenta prácticamente vanos en su construcción, si exceptuamos dos pequeñas ventanas que se sitúan los paramentos nordeste y noroeste, las cuales se consideran abiertas posteriormente a su construcción.
La torre queda rodeada por el sudoeste y el sudeste por la masía que presenta planta baja y piso, con cubierta de teja árabe a dos vertientes. La cumbrera perpendicular a la fachada principal está desplazada respecto al centro de la planta, lo cual hace que se produzca una desigualdad en sus faldones.
La fachada principal se orienta al sudoeste y el acceso principal se realiza a través de una puerta (ligeramente desplazada a la izquierda), con arco de medio punto y jambas de sillar. Como ocurre en otras masías, sobre la puerta de acceso se sitúa una pequeña ventana, que está enmarcada con sillares. Presenta en la planta baja una ventana a cada lado de la puerta, mientras que en la planta superior se abre una ventana y un balcón.
Está en buen estado de conservación y como hecho destacable hay que mencionar que esta torre es algo más baja que las de obras masías fortificadas de la zona, no teniendo más de 8 metros de altura.